# Château Malartic Lagravière

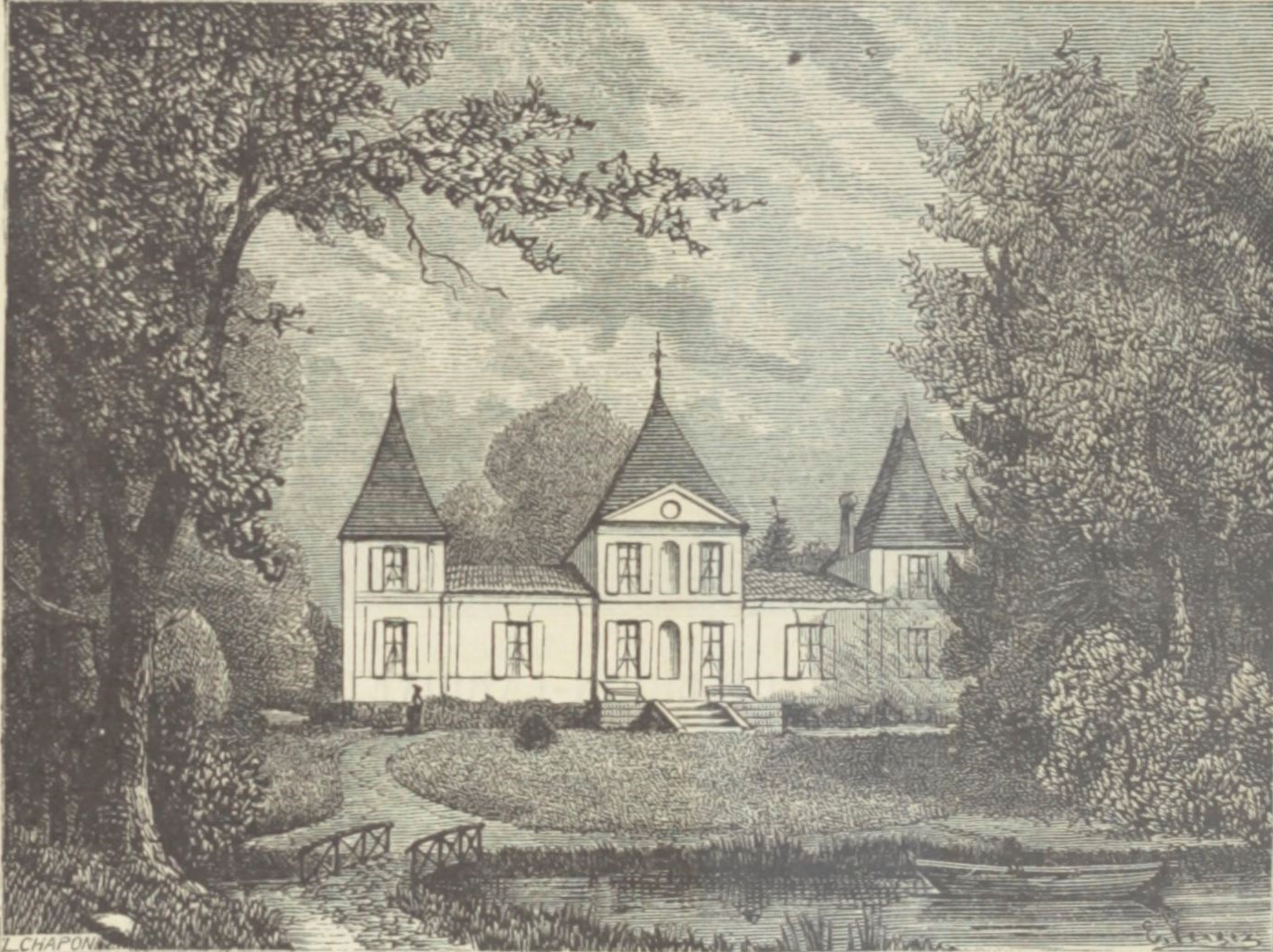
Ilustracja przedstawiająca Château Malartic Lagravière w książce Bordeaux i jego wina (wydanie 7) autorstwa Charlesa Cocksa i Edouarda Féreta

Château Malartic-Lagravière oryginalnie Domaine de Lagravière – posiadłość we francuskim regionie Pessac-Léognan i wino cru classé o tej samej nazwie. Predykat cru classé został przyznany zarówno winu białemu, jak i czerwonemu. Posiadłość z winiarnią jest usytuowana w gminie Léognan w pobliżu Bordeaux.

## Historia
Domaine de Lagravière zostało kupione w 1803 roku przez Pierre'a de Malartica, którego wujek, hrabia de Marartic walczył przeciwko Brytyjczykom w Kanadzie oraz na Mauritiusie. Nazwisko Malartic nie było używane w nazwie wina aż do 1850 roku.
Od 1996 roku posiadłość należy do belgijskiej rodziny Bonnie, natomiast enolodzy, Michel Rolland oraz Athanase Fakorellis pracują jako konsultanci.

## Produkcja
Posiadłość obejmowała 44 hektary, ale została rozszerzona do 53. Na 46 hektarach uprawia się ciemne winogrona odmian cabernet sauvignon (45%), merlot (45%), cabernet franc (8%) i petit verdot (2%), zaś na pozostałych 7 hektarach białe, szczepów sauvignon blanc (80%) i sémillon (20%).
Główne wino czerwone produkowane w posiadłości składa się w 50% z cabernet sauvignon, 25% cabernet franc i 25% merlota. Potencjał starzenia określa się na 7-25 lat. Podstawowe wino białe jest jednoszczepowe, z sauvignon blanc i podlega jest starzone w dębowych beczkach przez 7-8 miesięcy. Ofertę uzupełniają wina niższej klasy: Sillage de Malartic oraz Le Rosé de Malartic.